# 海莱什福
海莱什福，是匈牙利巴兰尼亚州所辖的一个村。总面积9.87平方公里，总人口528，人口密度53.5人/平方公里（2011年1月1日）。